# Фоменко Іван Андрійович
Іван Андрійович Фоменко (14 червня 1942, Воронівка — 26 вересня 2010) — заступник мера Києва в 1994–2007 роках.

## Біографія
Народився 14 червня (18) 1942 року в селі Воронівці Вознесенського району Миколаївської області. В 1959–1961 роках працював маляром тресту «Київміськбуд-2». В 1961–1964 роках проходив службу в Радянській армії. У 1969 році закінчив Київський інженерно-будівельний інститут за фахом інженер-будівельник. В 1969–1976 роках працював майстером, виконробом, заступником начальника тресту «Київміськбуд-6». В 1976–1991 роках — у Київському міському комітеті Компартії України. З 1992 по 1994 рік був генеральним директором державного комунального об'єднання зеленого будівництва «Київзеленбуд». З 1994 по 2007 рік працював заступником голови, першим заступником голови Київської міської державної адміністрації.

Могила Івана Фоменка

Жив у Києві. Помер 26 вересня 2010 року. Похований на Байковому кладовищі (ділянка № 52а).

## Відзнаки
Заслужений будівельник України (з 1996 року). Нагороджений українськими орденами «За заслуги» III , II (2002) і І (2005) ступенів, радянськими медалями «За трудову доблесть» і «Ветеран праці».